# Astragalus cerussatus
Astragalus cerussatus är en ärtväxtart som beskrevs av Edmund Perry Sheldon. Astragalus cerussatus ingår i släktet vedlar, och familjen ärtväxter. Inga underarter finns listade i Catalogue of Life.